# Byssothecium
Byssothecium is een geslacht van schimmels behorend tot de familie Massarinaceae. De typesoort is Byssothecium circinans.

## Soorten
Volgens Index Fungorum telt het geslacht vier soorten (peildatum april 2022):
| Soortnaam              | Auteur(s)                      | Publicatiejaar |
| ---------------------- | ------------------------------ | -------------- |
| Byssothecium cholla    | M.E. Barr                      | 2002           |
| Byssothecium circinans | Fuckel                         | 1861           |
| Byssothecium dichroum  | (Pass.) Kirschst.              | 1936           |
| Byssothecium flumineum | J.L. Crane, Shearer & Huhndorf | 1992           |